# Iio Noritsura
Iio Noritsura est un nom japonais traditionnel ; le nom de famille (ou le nom d'école), Iio, précède donc le prénom (ou le nom d'artiste).
Pour les articles homonymes, voir Iio.
Iio Noritsura (飯尾 乗連, ?-1560) est un samouraï japonais de l'époque Sengoku qui sert le clan Imagawa de Suruga. Il est le daimyo du château de Hamamatsu et prétend au titre de cour Buzen no kami. Noritsura est au service  du clan Imagawa à l'époque de Imagawa Yoshimoto. Durant l'ère Eishō (1504-1521), Noritsura construit le château de Hikuma (Hamamatsu), qu'il reçoit, ainsi qu'un territoire attenant d'une valeur de 10 000 koku. Il meurt à la bataille d'Okehazama en 1560.
Iio Tsuratatsu est le fils de Noritsura.

## Source de la traduction
- (en) Cet article est partiellement ou en totalité issu de l’article de Wikipédia en anglais intitulé « Iio Noritsura » (voir la liste des auteurs).